# Poslové spravedlnosti
Poslové spravedlnosti (v anglickém originále The Ministers) je americký kriminální film z roku 2009. Režisérem filmu je Franc. Reyes. Hlavní role ve filmu ztvárnili John Leguizamo, Florencia Lozano, Harvey Keitel, Diane Venora a Wanda De Jesus.

## Obsazení
| John Leguizamo   | Dante/Perfecto Mendoza |
| Florencia Lozano | Celeste Santana        |
| Harvey Keitel    | Bruno                  |
| Diane Venora     | Gina Santana           |
| Wanda De Jesus   | Diaz                   |
| Manny Perez      | Manso                  |
| Saul Stein       | DeMarco                |
| Raquel Castro    | Nereida                |
| Quinton Aaron    |                        |